# Captain Ron
Pour plus de détails, voir Fiche technique et Distribution.
Captain Ron ou Capitaine Ron au Québec, est un film américain réalisé par Thom Eberhardt, sorti en 1992.

## Synopsis
Après avoir hérité d'un yacht, une famille de Chicago décide de partir de l'île de Sainte Pomme de Terre jusqu'à Miami en compagnie d'un drôle de capitaine.

## Fiche technique
- Titre : Captain Ron
- Titre québécois : Capitaine Ron
- Réalisation : Thom Eberhardt
- Scénario : John Dwyer, Thom Eberhardt, d'après une histoire de John Dwyer
- Musique : Nicholas Pike
- Photographie : Daryn Okada
- Montage : Tina Hirsch
- Production : David Permut, Paige Simpson
- Sociétés de production : Touchstone Pictures, Permut Presentations
- Société de distribution : Buena Vista Pictures
- Pays d'origine : États-Unis
- Année : 1992
- Langue originale : anglais
- Format : couleur (Technicolor) – 35 mm – 1,85:1 – Dolby
- Genre :Comédie, Aventures
- Durée : 90 min
- Dates de sortie : 
  -  États-Unis : 12 septembre 1992
  -  France : nc

## Distribution
- Kurt Russell (VF : Richard Darbois) : Le capitaine Ron
- Martin Short (VF : Jean-Philippe Puymartin) : Martin Harvey
- Mary Kay Place (VF : Monique Thierry) : Katherine Harvey
- Benjamin Salisbury (VF : Christophe Lemoine) : Benjamin Harvey
- Meadow Sisto (VF : Sylvie Jacob) : Caroline Harvey
- Sunshine Logroño (VF : Rafael Gozalbo) : Le général Armando
- Paul Anka (VF : Mostéfa Stiti) : Donaldson
- Shanti Kahn (VF : Marie Vincent) : Patti
- Jorge Luis Ramos : Le traducteur du géneral
- Tanya Soler : Angeline
- Raúl Estela : Roscoe
- Dan Butler (VF : Jean-François Vlérick) : Bill Zachery
- Tom McGowan (VF : Alain Flick) : Bill
- Craig Rondell : Le fiancé de Caroline
- John Scott Clough : Garth
- Katherine Calzada : Barbara
- Roselyn Sánchez : Clarise, la fille de l'île

## Distinctions

### Nominations
- Young Artist Awards 1993 :
  - "Best Young Actress Starring in a Motion Picture" pour Meadow Sisto
  - "Best Young Actor Starring in a Motion Picture" pour Benjamin Salisbury